# 紀元前761年
紀元前761年（きげんぜん761ねん）は、西暦による年。

## 他の紀年法
- 干支 : 庚辰
- 中国
  - 周 - 平王10年
  - 魯 - 恵公8年
  - 斉 - 荘公贖34年
  - 晋 - 文侯20年
  - 秦 - 文公5年
  - 楚 - 霄敖3年
  - 宋 - 武公5年
  - 衛 - 武公52年
  - 陳 - 平公17年
  - 蔡 - 共侯元年
  - 曹 - 恵伯35年
  - 鄭 - 武公10年
  - 燕 - 鄭侯4年
- 朝鮮
  - 檀紀1573年
- ユダヤ暦 : 3000年 - 3001年

## 死去
- 蔡の釐侯